# Maxime Médard
Maxime Médard (Toulouse, 16 november 1986) is een Franse rugbyspeler, spelend als driekwarter. Hij werd in 2004 prof bij Toulouse. In 2008 debuteerde hij als international. Médard wordt gezien als een van de beste Franse spelers.

## Carrière
Gevormd op de rugbyschool van Blagnac maakte hij op vijftienjarige leeftijd de overstap naar de jeugd van Toulouse. In oktober 2004 debuteerde hij met nog geen achttien jaar tegen Castres en wist met de eerste bal die hij kreeg gelijk een try te maken. Voor de Franse nationale ploeg werd hij voor het eerst geselecteerd in 2008 voor een wedstrijd tegen Argentinië. Tijdens het Zeslandentoernooi van 2009 speelde hij mee met alle wedstrijden van Frankrijk.
In juli 2009 werd er bij Médard de mexicaanse griep geconstateerd na een wedstrijd met de Franse nationale ploeg tegen en in Australië.

## Erelijst
- Kampioen van Frankrijk
  - 2008, 2011
- Heineken Cup
  - 2005, 2010